# Triumph (pel·lícula)

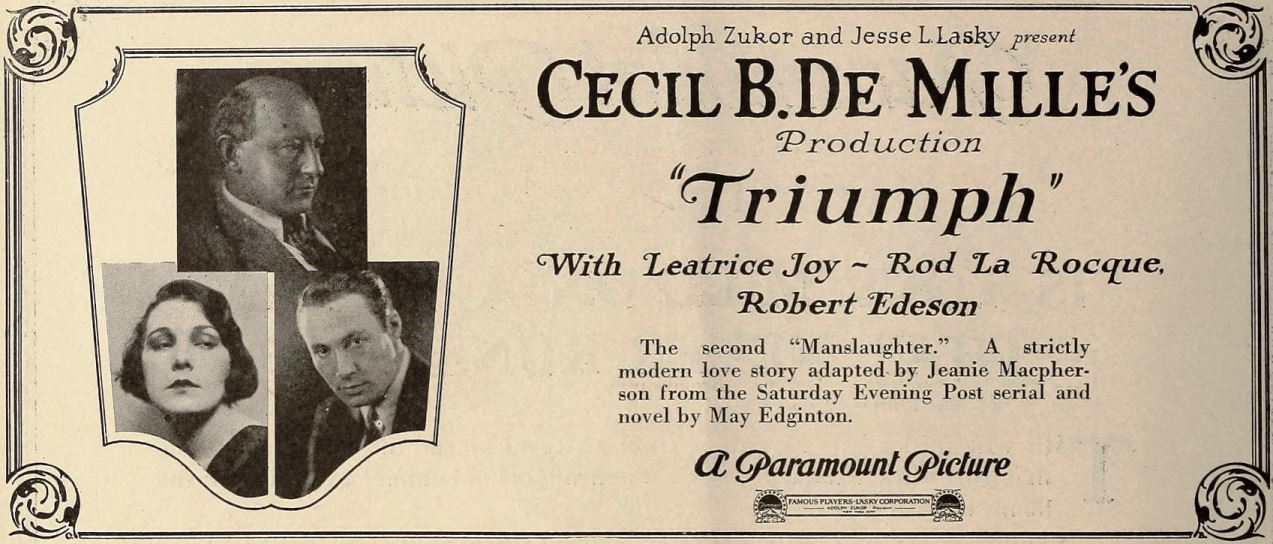
Anunci de la pel·lícula amb les fotografies del director Cecil B. DeMille, i de Leatrice Joy, i Rod La Rocque, aparegut el 26 de gener de 1924 a la revista Exhibitors Trade Review.

Triumph és una pel·lícula muda de la Paramount dirigida per Cecil B. DeMille i protagonitzada per Leatrice Joy i Rod La Rocque. Basada en la novel·la homònima de May Edginton, adaptada per Jeanie MacPherson, la pel·lícula es va estrenar el 28 d’abril de 1924. Es tracta d’una de les tres pel·lícules que va signar per contracte DeMille després de The Ten Commadnments (1923) fetes amb poc pressupost per compensar les grans despeses d’aquesta.

## Argument
King Garnet és l’hereu dels Garnet, propietaris d’una fàbrica de conserves. A la mansió dels Garnet, l'advocat de la família, Samuel Overton, està preocupat per la manera malcriada de viure del noi, conseqüència de l’actitud del seu pare, David Garnet, que ja fa gairebé dos anys que està mort. Només Overton sap que David havia inclòs una addenda especial en el seu testament que deia que si King no mantenia la seva feina dos anys després de la seva mort, la propietat de la fàbrica no seria transferida de King sinó a una altra persona misteriosa. A la fàbrica, el treballador William Silver, no pot suportar a King Garnet, l'hereu de l’amo. Per això insta constantment els altres treballadors a revoltar-se contra el seu ric patró. Silver està enamorat d’ Ann Land és una treballadora de la fàbrica que somia arribar a ser econòmicament independent.
Un dia King visita la fàbrica i queda captivat per l'actitud rebel d'Ann. L'endemà, Silver demana a Ann per sortir però descobreix que ella ja ha acceptat una cita amb King, fet que el fa creure que l'Ann ha acceptat la cita per la seva riquesa. Tot i que ella se sent atreta per l'encant de King, Ann també sent alguna cosa per Silver. Els dos rivals omplen d’atencions la noia durant setmanes. Tot i que Ann s'enamora de King, no ho acaba de veure clar per la seva negativa a comportar-se responsablement i aconseguir una feina. Un vespre, Silver es declara a Ann però ella el rebutja, fet que aprofita King per declarar-se al seu torn. Ella li explica que el seu desig secret seria de ser cantant professional, i ell s'ofereix a facilitar amb diners la seva carrera. Ann critica la seva lleugeresa.
Poc després Silver i King es discuteixen a la fàbrica i en aquell moment apareix Overton amb la notícia que Silver s'ha convertit en el nou propietari de la fàbrica, ja que en realitat és un fill secret de David Garnet. Creient que la seva nova riquesa canviarà l'opinió d'Ann sobre ell, Silver intenta anar darrera la noia, però aquesta no hi està interessada. King hereta només cinc dòlars sense cap queixa i quan Silver es presenta a la mansió dels Garnet reclamar-la, King marxa alegre a visitar Ann. Ella està consternada en constatar que King segueix sense buscar feina.
Silver s'ofereix a pagar a Ann classes de cant amb el famós professor de cant Varinoff i aquest, impressionat per les dots de la noia, li demana que canti en un club famós i elegant. Ella no pot permetre's pagar el vestit de nit que hauria de portar per a l'actuació i accepta l'oferta de Silver de proporcionar-li el vestit. Tampoc rebutja l’obsequi d’un gran anell de diamants. Quan King visita Ann, ella intenta amagar-li l'anell, però en descobrir-lo, agafa l'anell i el retorna a Silver, i després escriu a Ann que no la tornarà a veure-la fins que "s'hagi tornat bo per a ella".
Durant l'any següent, King lluita per sobreviure amb feines ocasionals mentre segueix als diaris l'èxit creixent d'Ann sota la tutela de Varinoff. Ann marxa en gira triomfal per Europa i King es troba Jim Martin, encarregat de la fàbrica Garnet, que el convenç que hi sol·liciti feina. La voluntat de King de començar des la posició més baixa i de treballar dur li fa guanyar la confiança dels altres treballadors que aviat obliden que abans n’havia estat el propietari.
Dos anys més tard, Silver ha deixat la gestió de la fàbrica per quedar-se amb Ann a França, tot i que ella el continua rebutjant. amb l'esperança d'ampliar la seva riquesa, es veu involucrat en una fosca inversió empresarial. Un vespre, es produeix un incendi en una festa a la qual assisteixen l'Anna i Silver i la inhalació de fum arruïna la veu de la noia. Enfadada, l'Anna permet que Silver la porti a casa i, convençuda que mai més reveurà King, acaba acceptant finalment la proposta de Silver.
Silver torna a la fàbrica i en descobrir que King ha progressat fins esdevenir el gerent, es disposa a acomiadar-lo. Aleshores Overton apareix i li explica que les inversions han estat un desastre i que el banc s’ha quedat amb l'empresa i exigeix que King en sigui el president. Encara que Silver ara no té un cèntim, l'Ann es compromet a complir la seva promesa de casar-se amb ell i torna a buscar feina a la fàbrica. Reprenent també Silver la seva antiga feina a la fàbrica, torna a retreure la crueltat dels rics, però ara els treballadors no li fan cas. Jim recorda a King que Silver és el seu mig germà i això fa que King ofereixi a Silver un càrrec directiu i una participació en la gestió de l'empresa. Convençuda que King ara ha assumit la responsabilitat real, Anna li declara el seu amor i Silver es fa a un costat per deixar que la parella es casi.

## Repartiment
- Leatrice Joy (Ann Land)
- Rod La Rocque (King Garnet)
- Victor Varconi (William Silver)
- Charles Ogle (James Martin)
- Theodore Kosloff (M. Varinoff)
- Julia Faye (Comtessa Rika)
- Robert Edeson (Samuel Overton)
- George Fawcett (David Garnet)
- ZaSu Pitts (noia a la fàbrica)
- Spottiswoode Aitken (Torrini)
- Raymond Hatton (rodamón)
- Alma Bennett (venedora de flors)
- Jimmie Adams (pintor)
- Elmo Billings (noi)
- William Boyd (no surt als crèdits)